# Veuve Clicquot Business Woman of the Year
Der Titel Veuve Clicquot Business Woman of the Year oder Prix Veuve Clicquot ist ein ursprünglich von Veuve Clicquot Ponsardin und inzwischen von Moët Hennessy gesponserter Wirtschaftspreis, der seit 1972 – zum 200-Jahr-Jubiläum von Veuve Cliquot –  jährlich in verschiedenen Ländern vergeben wird. In Deutschland wird er seit 1984 verliehen. Der Preis wird in Frankreich, Australien, Deutschland, Österreich, Brasilien, Dänemark, Großbritannien, Irland, Italien, Japan, den Niederlanden und der Schweiz vergeben.
Der Preis geht zurück auf Barbe-Nicole Clicquot-Ponsardin, welche 27-jährig und unter großer Skepsis ihrer Umgebung die Geschäfte ihres an Fieber verstorbenen Mannes weiterführte. Nach vier Monaten Suche nach Geschäftspartner und Kapital gründete sie das Maison Veuve Clicquot Ponsardin.
Nominiert werden kann jede Frau über 20, die von einer Geschäftspartnerin oder einem Freund vorgeschlagen wird. Es wird diejenige ausgezeichnet, die in den Augen der Jury am erfolgreichsten, charismatischsten, motivierendsten und erfolgreichsten ein Unternehmen führt.

## Preisträgerinnen

### Englischsprachiger Raum
- 1974: Stella Brummel
- 1975: Alice Coleman
- 1976: Zofia Sas
- 1977: Audrey Head
- 1978: Gillian Lewis
- 1979: Andrée Grenfell
- 1980: Ann Burdus
- 1981: Jean Tyrell
- 1982: Gisela Burg
- 1983: Verity Lambert
- 1984: Debbie Moore
- 1985: Anita Roddick (Vereinigtes Königreich)
- 1986: Patricia Grant
- 1987: Jenifer Rosenberg
- 1988: Sophie Mirman
- 1989: Mair Barnes
- 1990: Ann Gloag
- 1991: Prue Leith
- 1992: Phyllis Cunningham
- 1993: Patsy Bloom
- 1994: Jan Fletcher
- 1995: Patricia Vaz
- 1996: Janet Holmes-Court
- 1997: Nicola Foulston
- 1998: Marjorie Scardino (Vereinigtes Königreich)
- 1999: Anne Wood
- 2000: Nikki Beckett
- 2001: Dianne Thompson
- 2002: Barbara Cassani
- 2003: Dawn Gibbins
- 2004: Linda Bennett
- 2005: Chey Garland
- 2006: Vivienne Cox
- 2007: Rosaleen Blair
- 2008 Carolyn McCall (Vereinigtes Königreich)
- 2009: Gail Rebuck (Vereinigtes Königreich)
- 2010: Laura Tenison
- 2011: Michelle McDowell
- 2012: Anya Hindmarch
- 2013: Zaha Hadid, Kathryn Parsons
- 2014: Harriet Green, Jenny Dawson

### Deutschland (seit 1984, unvollständig)

#### Business Woman Award
- 1984: Ursula Wiegand (gest. 1996,[1] WIKA)[2]
- 1996: Claudia Christine Rehberg (Professional Organizing Relocation Consult GmbH)
- 2010: Alexandra Knauer (Knauer Wissenschaftliche Geräte GmbH)[3]
- 2012: Ute Leube (Primavera Life GmbH)[3]
- 2014: Constance Neuhann-Lorenz (Women for Women)[3]
- 2017: Alice Brauner (CCC Filmstudios)[3]
- 2019: Verena Pausder (Fox and Sheep)[3][4]

#### Bold Woman Award und Bold Future Award
- 2020: Bold Woman Award: Saskia Bruysten (Yunus Social Business)[5] und Bold Future Award: Antonia Albert (Careship)[6]
- 2021: Bold Woman Award: Sonja Jost (Dexlechem) und Bold Future Award: Nora Blum (Selfapy)[7]
- 2022: Bold Woman Award: Zarah Bruhn (Social Bee)[8] und Bold Future Award: Nina Mannheimer (Klim)[9]